# Петар Богдан Пеко
Петар Богдан Пеко (Доњи Долац, код Омиша, 30. март 1915 — Загреб, 31. децембар 1996) био је учесник Народноослободилачке борбе, генерал-потпуковник ЈНА и народни херој Југославије.

## Биографија
Петар Богдан Пеко рођен је 30. марта 1915. године у селу Доњи Долац, код Омиша. Његови родитељи су били радници. Да би се школовао морао је да пређе у Сињ 1921. године. Тамо је завршио основну школу и гимназију, а 1937. године завршава школу резервних официра у Сарајеву. По завршетку официрске школе он одлази у Београд и уписује Правни факултет.
На почетку рата у Југославији Пеко је радио као поштарски службеник у Загребу. Пошто је радио у пошти могао је да помогне борби против окупатора. То је и учинио августа 1941. године када је онеспособио више телефонских и телеграфских уређаја на Загребачкој пошти. Крајем године одлази у Сињ и ступа у везу са руководством НОПа да би се јануара 1942. године придружио Динарском партизанском одреду. Због успешно извршених акција добија све веће чинове, па од командира вода постаје заменик команданта чете. У јуну 1942. бива премештен у 2. батаљон Средњодалматинског партизанског одреда и тамо постаје обавештајни официр.
Пеко касније прелази у 1. далматинску бригаду где постаје командир чете. Његов батаљон је водио тешке борбе са усташама и Италијанима широм Сиња, Дувна и Ливна. Он се веома добро показао у тим борбама, па зато добија чин заменика командира батаљона. Октобра исте године постаје члан КПЈ.
У једној ситуацији Пеко је показао све особине правог јунака. Новембра је заједно са штабом батаљона дошао у Јајце. Тамо су се сместили у једној кући, коју су касније Немци тенковима и оклопним возилима опколили. Одмах је почела борба у којој је било немогуће победити. Немци су пуцали из митраљеза и топова, чак су и запалили кућу, али нису успели да их приморају на предају. Штаб батаљона и делови других бригада су храбром борбом успели да примоирају Немце да се повуку. Тако је већина штаба спашена, а Пеко постао заменик команданта бригаде, због јунаштва које је показао у борби.
После је водио борбе у којима је увек, ма колико тешке биле, извојевао победу. Фебруара 1943. године постаје заменик команданта 4. далматинске бригаде. У тој бригади се борио на фронту Бријег-Љубушки-Вргорац, на планини Цврсници, а на Неретви је његова бригада носила рањенике 14. и 15. марта. Вратио се у 1. далматинску бригаду за време пете офанзиве. Тамо се придружио борбама код Савника, Комарнице, Пиве, Таре и Сутјеске. Када се пробио на Сутјесци отишао је са 3. батаљоном за за Херцеговину. Тамо постаје заменик команданта 10. херцеговачке бригаде. У тој бригади остаје до априла 1944, када постаје заменик команданта 8. корпуса у Далмацији. Пред крај рата, марта 1945. године постао је командант позадине 4. армије ЈА.
По завршетку рата Пеко је радио на различитим функцијама у Генералштабу. Био је помоћник заповедника за позадину, заповедник граничних јединица, начелник техничког седишта ЈНА и још много тога. Пензионисан је 1966. године у чину генерал-потпуковника.
Орденом народног хероја је одликован 27. септембра 1953. године.